# Costus dewevrei
Costus dewevrei är en enhjärtbladig växtart som beskrevs av De Wild. och Théophile Alexis Durand. Costus dewevrei ingår i släktet Costus och familjen Costaceae. Inga underarter finns listade.